# Otto Rudolf Salvisberg

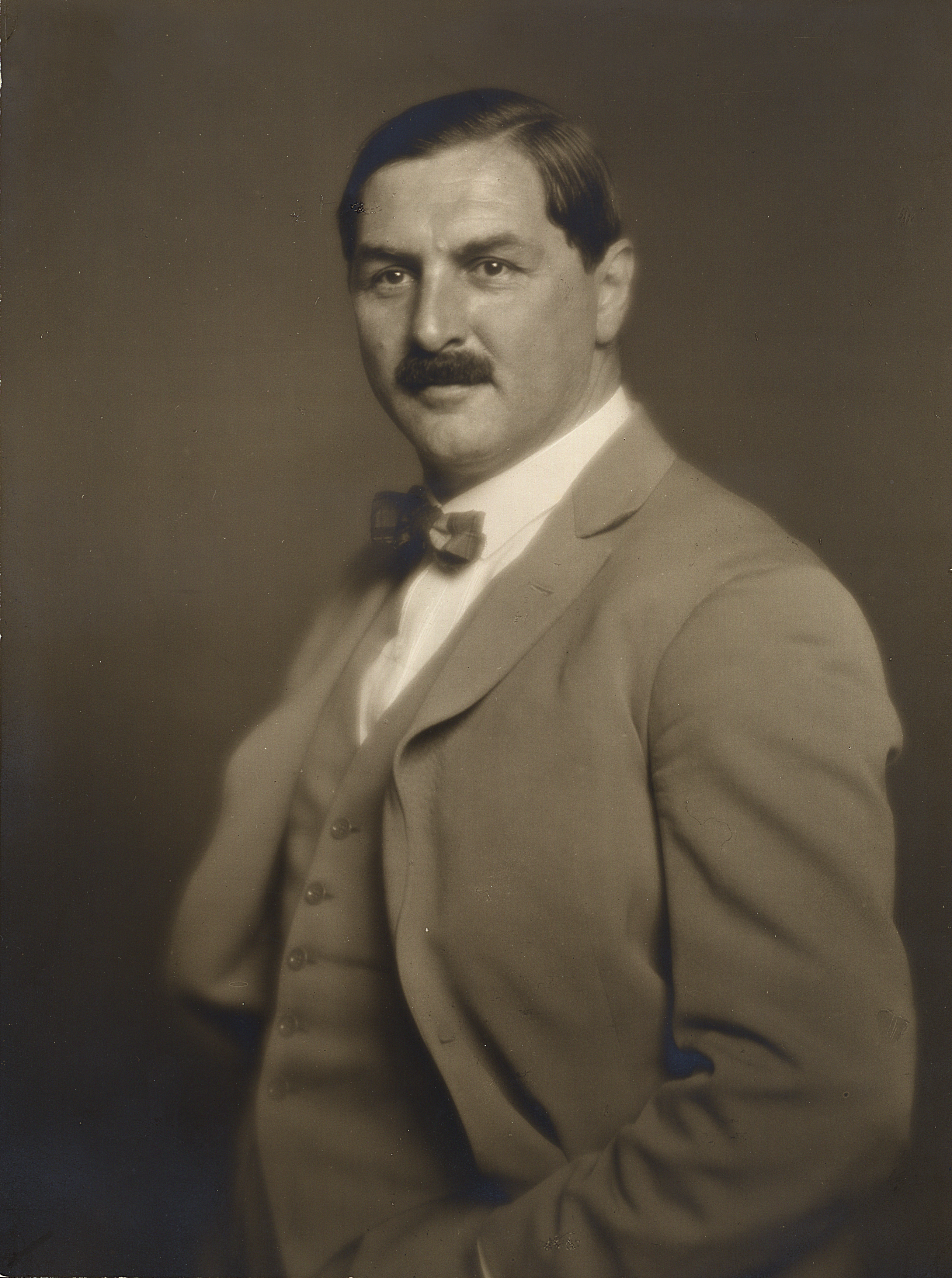
Otto Rudolf Salvisberg (1931)

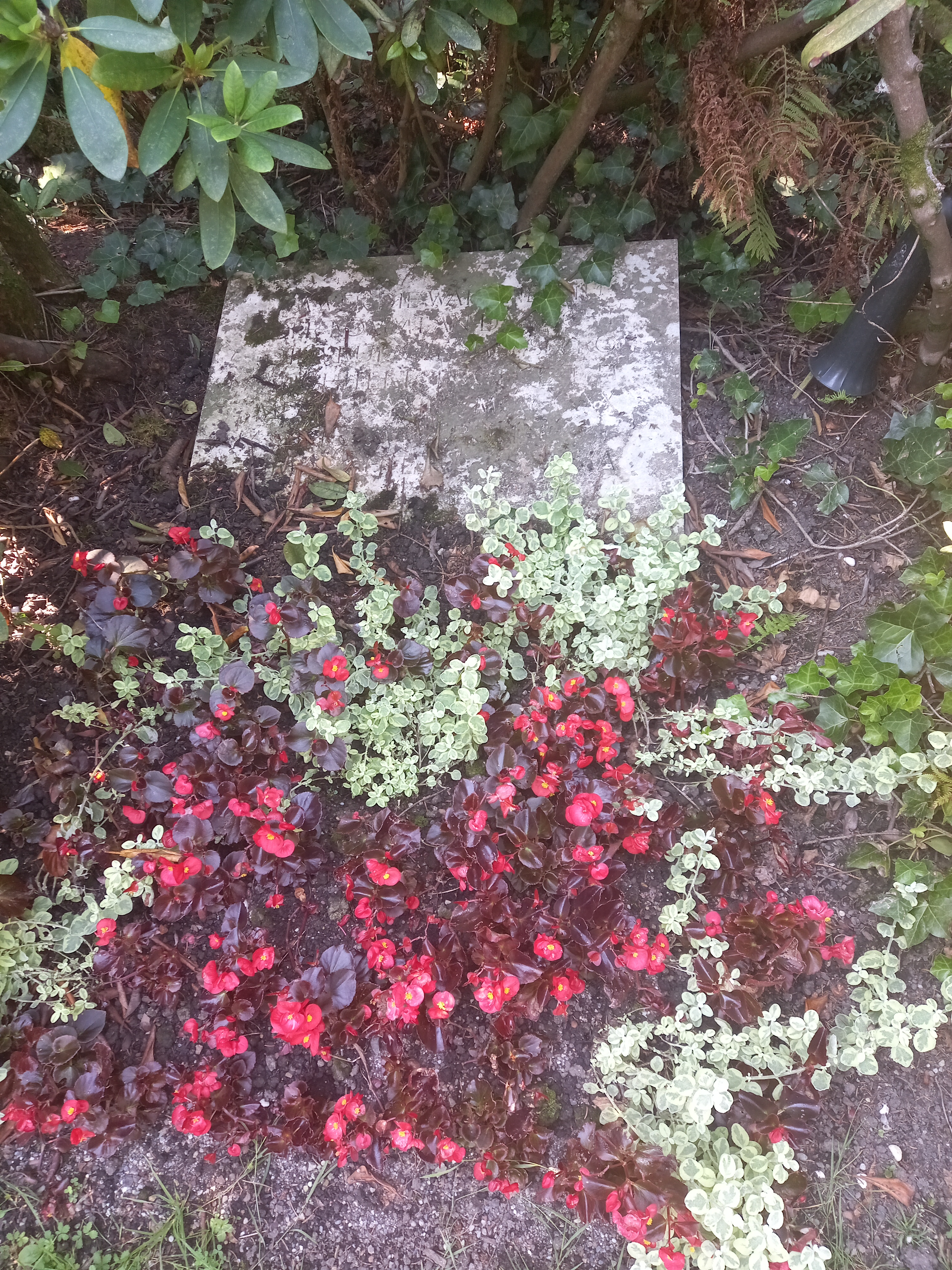
Das Grab von Otto Rudolf Salvisberg und Roland Rohn auf dem Friedhof Fluntern in Zürich

Otto Rudolf Salvisberg (* 19. Oktober 1882 in Köniz; † 23. Dezember 1940 in Arosa) war ein Schweizer Architekt, der zwischen 1905 und 1930 in Deutschland arbeitete.

## Werdegang
Nach seiner Bauzeichnerlehre besuchte Salvisberg 1901 die Bauschule des Technikums in Biel/Bienne, die er 1904 mit einem Diplom mit Auszeichnung abschloss. Anschliessend reiste er über Süddeutschland nach München. Dort besuchte Salvisberg Kurse an der Technischen Hochschule München, wo August Thiersch, Friedrich von Thiersch und Karl Hocheder lehrten. Vermutlich 1905 setzte er seine Reise nach Karlsruhe fort. Neben seiner Anstellung im Karlsruher Architekturbüro Curjel & Moser hörte er an der Technischen Hochschule Karlsruhe bei Carl Schäfer.
1908 zog er nach Berlin um und erhielt eine Anstellung bei Johann Emil Schaudt im Büro Schaudt und Zimmerreimer. Nach dem Zerwürfnis zwischen Schaudt und Paul Zimmerreimer arbeitete Salvisberg bei letzterem weiter. Nach der zeitgenössischen Einschätzung des Kunstkritikers Paul Westheim «… war [er] innerhalb des Grossbetriebs dieser Baufirma der Mann, von dem die Entwürfe kamen, der hier im eigentlichen Sinne das Bauen besorgte. Die Bauten weisen seine Handschrift auf, sind unverkennbar Dokumentationen seines Geistes, obgleich diejenigen, die nicht zu den Eingeweihten gehörten, nie diesen Namen zu hören bekommen haben.» 1912 heiratete Salvisberg die 1890 geborene Emma Marie Roloff. Mit ihr wohnte er im Haus Liliencronstrasse 10 in Berlin-Steglitz, bevor er 1922 sein eigenes Haus Oehlertstrasse 13 in Berlin-Südende bezog.
1914 schliesslich wagte er den Schritt in die Selbstständigkeit. Nach Kriegsausbruch rückte Salvisberg zur Armee der neutralen Schweiz ein, wurde jedoch bald vom Dienst freigestellt. 1917 plante Otto Rudolf Salvisberg zusammen mit Otto Brechbühl (1889–1984), den er bereits nach dessen Diplom 1910 nach Berlin geholt hatte, an der Erweiterung der von Paul Schmitthenner 1914–1917 gebauten Gartenstadt Staaken auf mehr als den doppelten Umfang. Mit Brechbühl begann er damals eine lebenslange Zusammenarbeit; das von den beiden 1922 gegründete Architekturbüro existiert noch heute in Bern unter dem Namen Itten+Brechbühl AG.
Die folgenden Jahre bis 1930 verbrachte Salvisberg als Architekt in Berlin. Er entwarf und realisierte vielfältige Bauaufgaben, unter anderem den Umbau des Vox-Hauses, die Geyer-Werke AG in Neukölln oder das markante Gemeindehaus der Matthäuskirche in Steglitz. Herausragend sind seine Siedlungsbauten, darunter Onkel Toms Hütte und die Weisse Stadt, an denen sich exemplarisch die Siedlungsentwicklung des 20. Jahrhunderts von der Gartenstadtidee bis zur Moderne nachvollziehen lässt.

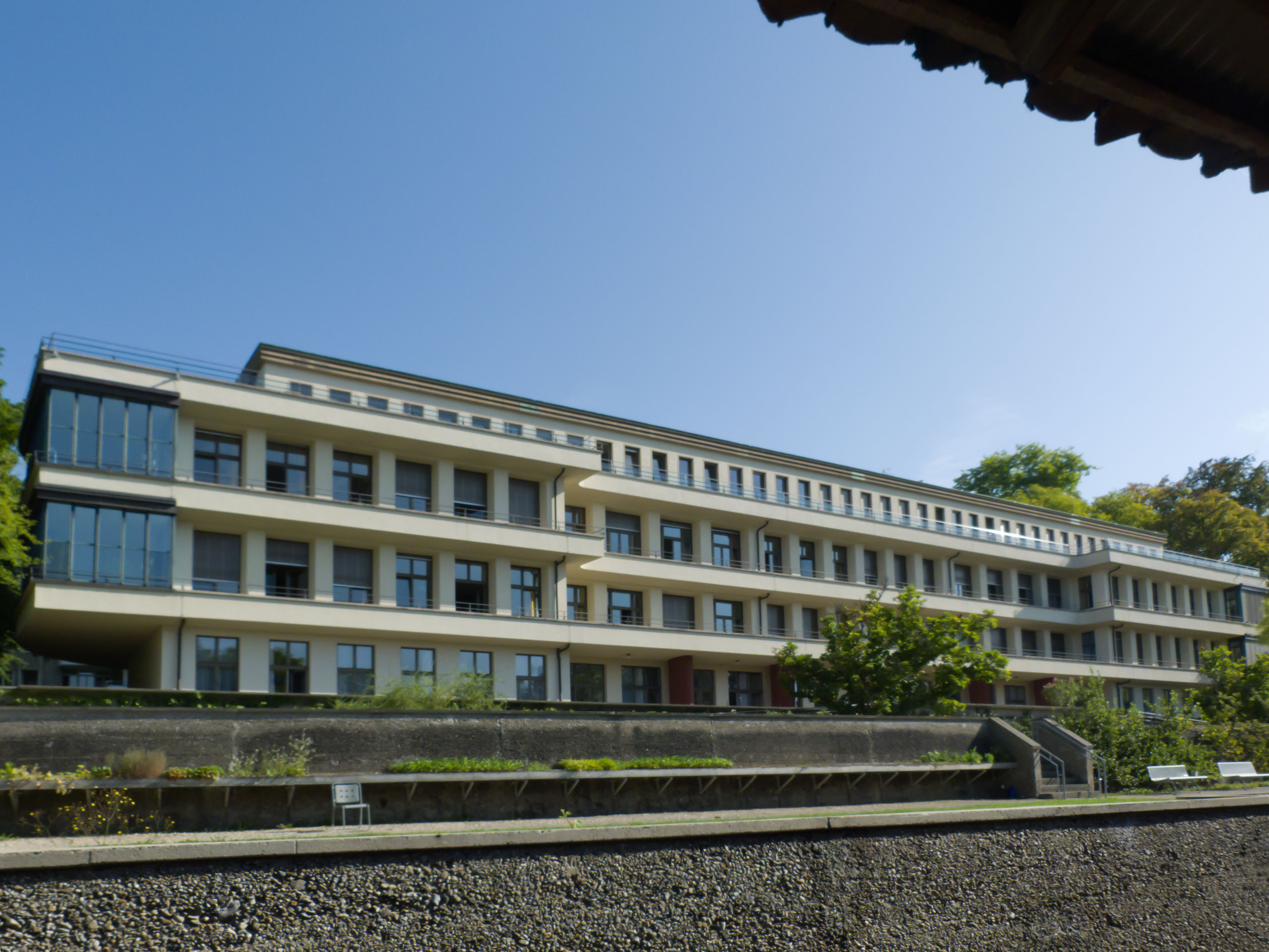
Lory-Spital in Bern

Salvisbergs Partner Otto Brechbühl kehrte 1922 in die Schweiz zurück und leitete das gemeinsame Büro in Bern. Die beiden Architekten gewannen die Wettbewerbe für das Lory-Spital 1924/1925, das Säuglingsheim in der Elfenau sowie den Neubau von Institutsgebäuden der Universität Bern. Vor allem die Krankenhäuser fanden viel Beachtung und ebneten ihm wohl auch den Weg zur umkämpften Nachfolge auf den Lehrstuhl von Karl Moser.
Salvisberg wurde dort wie auch schon in der ersten Monografie 1927 in der Reihe Neue Werkkunst als gemässigt, als wenig einschätzbar, seine Architektur als «etwas handwerklich Unsensationelles, etwas, das für den Bauherrn, den zukünftigen Bewohner seines Hauses, von allergrösstem Wert ist, womit aber die, die Architektur als 'Dokument', als Schlagwortkomplex propagieren, kaum etwas anzufangen wissen.»
Ab 1930 lehrte Salvisberg als Professor an der Eidgenössischen Technischen Hochschule Zürich, wo er bis 1934 das Fernheizkraftwerk und Maschinenbaulaboratorium baute. 1938 hielt er sich für einige Zeit in der Türkei auf. Salvisberg war in den 1930er Jahren Hausarchitekt des Pharma-Konzerns Hoffmann-La Roche, er entwarf den Bebauungsplan und viele Gebäude am Hauptsitz in Basel sowie zahlreiche Gebäude für die Niederlassungen in aller Welt.
Salvisberg starb beim Skifahren im Dezember 1940 in Arosa.

## Bauten und Entwürfe
- 1910: Wettbewerbsentwurf für ein Bismarck-Nationaldenkmal auf der Elisenhöhe bei Bingerbrück (gemeinsam mit Paul Zimmerreimer und dem Bildhauer Paul Rudolf Henning; nicht prämiert)[8]
- 1911: Haus Winkler in Berlin-Frohnau, Frohnauer Strasse 144a.[9] Saniert 2018–2020.[10]

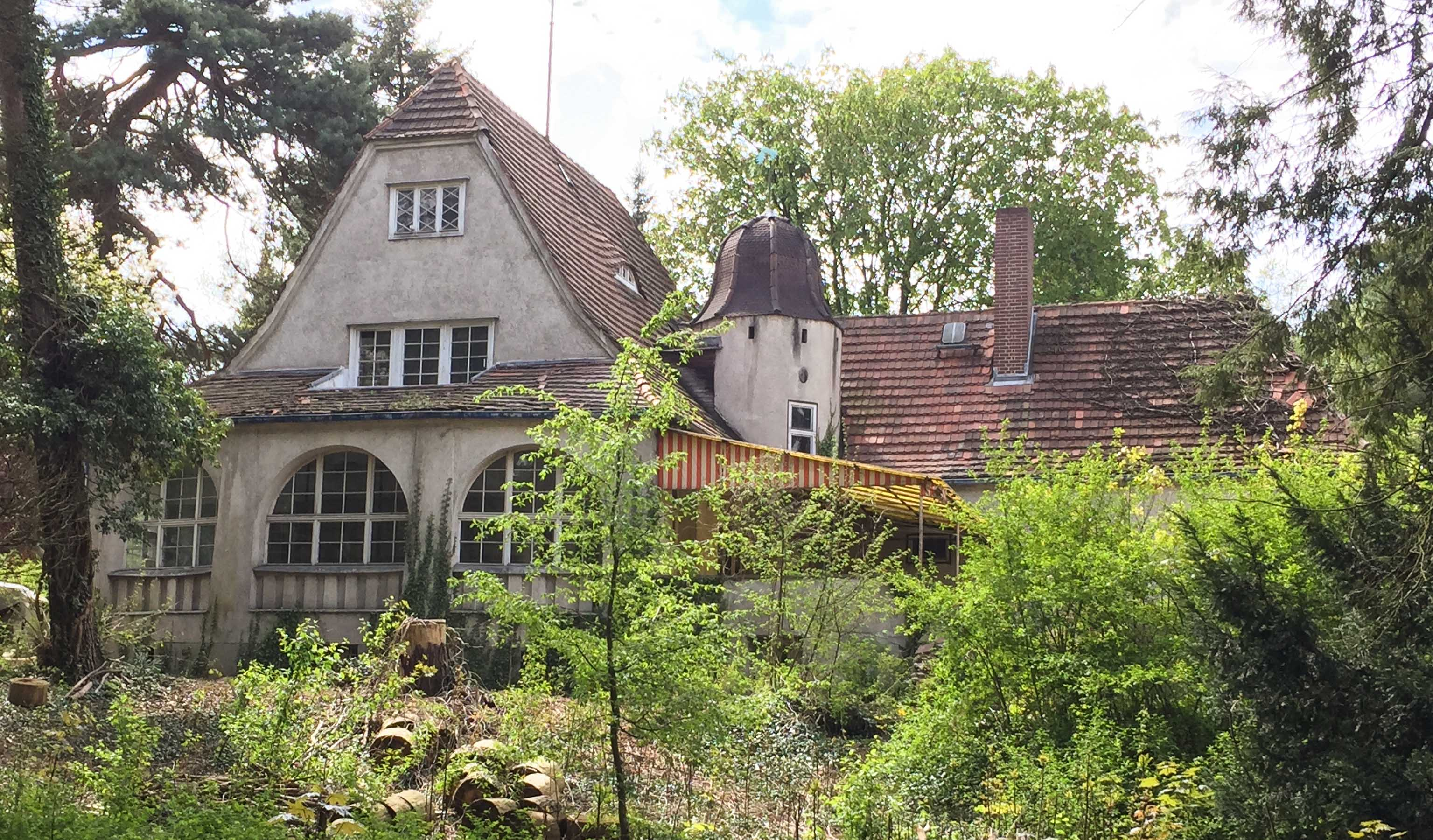
Haus Winkler in Berlin-Frohnau, Baujahr 1911 (Aufnahme 2015, vor der Sanierung)

- 1912: Mehrfamilienwohnhaus Hohenzollerndamm 87 / Egerstrasse 12 in Berlin-Schmargendorf[11][12][13]
- 1912: Landhaus Neutze in Berlin-Dahlem, Drosselweg 3[9]
- 1912–1913: Büro- und Geschäftshaus Lindenhaus in Berlin-Kreuzberg, Lindenstrasse 38 / Oranienstrasse 98–98a (in Büro Paul Zimmereimer; 1965 abgebrochen)[9][14]
- 1912: Umbau des Geschäfts- und Bürohauses in der Jägerstrasse 58 in Berlin-Mitte zum Ballhaus Bal Tabarin
- vor 1914: Geschäftshaus C. Prächtel in Berlin, Schützenstrasse[9]

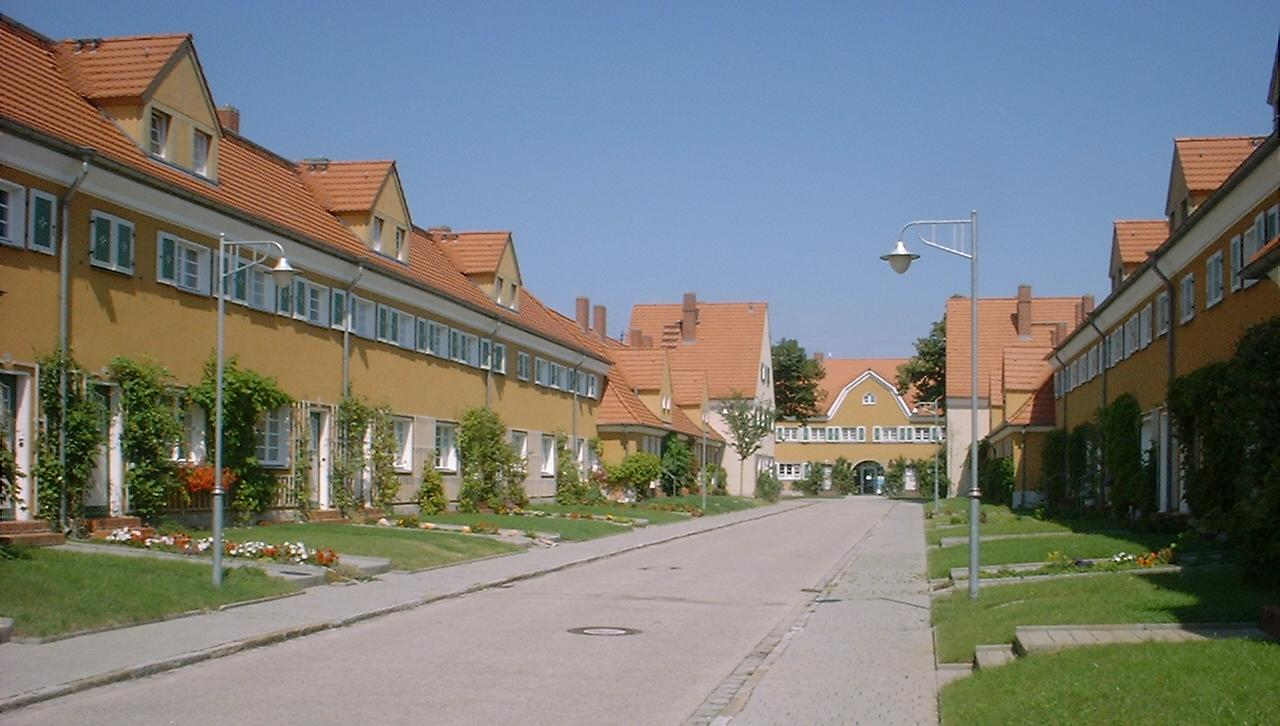
Werkssiedlung Piesteritz, Blick auf das Steintor

- 1916–1919: Werkssiedlung der Stickstoffwerke Piesteritz bei Wittenberg (mit Paul Schmitthenner)
- 1917: Entwurf für die Erweiterung der Gartenstadt Staaken
- 1918–1929: Siedlung Elsengrund in Berlin-Köpenick
- 1919: Landhaus Richter in Berlin-Dahlem, Rheinbabenallee 42[15][11]
- 1919: Haus Pohland in Falkenstein/Vogtland[16][17][11]
- um 1919: Vorstadtsiedlung in Halle an der Saale
- um 1920: Siedlung in Nauen; Siedlung in Emden; Bebauungsplan der VAW Werke in Lauta
- 1920–1921: Siedlung der Weimann-Werke in Schwaz (Böhmen)
- 1920–1926: Erweiterung der Bergarbeiter-Siedlung Oberdorstfeld in Dortmund-Dorstfeld
- 1922: Haus Vogelsang in Berlin-Zehlendorf, Forststrasse 41[11]
- 1922: Haus Schmidt in Berlin-Zehlendorf, Forststrasse 44[11]
- 1922: eigenes Wohnhaus in Berlin-Südende, Oehlertstrasse 13 (heute Oehlertring 52/53, im 2. Weltkrieg zerstört, abgerissen)[11][18][19][4]
- ab 1922: Mehrfamilienhausgruppe für die Berlinische Boden-Gesellschaft in Berlin-Wilmersdorf, Triberger Strasse 1–10, Assmannshauser Strasse 19–24
- 1923: Haus für Paul Rudolf Henning in Berlin-Südende, Bahnstrasse 19 (heute Buhrowstrasse 19)[20][4]
- 1923–1924: Werkssiedlung der Bayerische Kraftwerke AG (später SKW) in Garching an der Alz (Oberbayern)

Die „Gartenstadt“ mit 165 Wohneinheiten gilt als eine der schönsten Arbeitersiedlungen Süddeutschlands.
- 1923–1924: Haus Tang in Berlin-Dahlem, Am Hirschsprung[16][11][12]
- 1923–1924: Sommerhaus Kyser in Werder (Havel)[21][11][22]
- 1924–1925: Freimiethäuser in Berlin-Lichterfelde, Geranienstrasse / Begonienplatz[11]
- 1924–1925: Reihenhäuser am S-Bahnhof Botanischer Garten in Berlin-Lichterfelde
- 1925: Landhaus für Johannes Hechler in Potsdam, Tomowstrasse 9[23][24]
- 1925: Landhaus für Karl August Geyer in Zeuthen[15]
- 1925: Landhaus in Berlin-Wilmersdorf, Johannisberger Strasse 35[25]
- 1925: Wettbewerbsentwurf für eine Mehrfamilienwohnhaus-Bebauung am Rand des Tempelhofer Feldes in Berlin-Tempelhof
- 1925–1926: Mehrfamilienwohnhaus-Bebauung am Hortensienplatz in Berlin-Lichterfelde; Beamtensiedlung in Berlin-Lankwitz
- 1925–1926: Wohnhaus für die Deutsche Lebensversicherung für Wehrmachtsangehörige und Beamten in Berlin-Wilmersdorf, Johannisberger Strasse 32–34[26]
- 1925–1927: Umbau eines Fabrikgebäudes für die pharmazeutische Fabrik E. Taeschner in Potsdam, Behlertstrasse 29[23]
- 1926: Mehrfamilienwohnhaus in Berlin-Lichterfelde, Tulpenstrasse[11]
- 1926–1936: Mitarbeit beim Entwurf der Kreuzkirche (Berlin-Schmargendorf) mit Pfarrhaus, Wohnanlagen und Platzraum[27]
- 1926–1930: Stadtrandsiedlung Mittelheide in Berlin-Köpenick (mit Rudolph W. Reichel)
- 1926–1929: Loryspital in Bern[11]
- 1926–1927: Mehrfamilienwohnhaus-Bebauung in Berlin-Schmargendorf, Doberaner Strasse 5/6

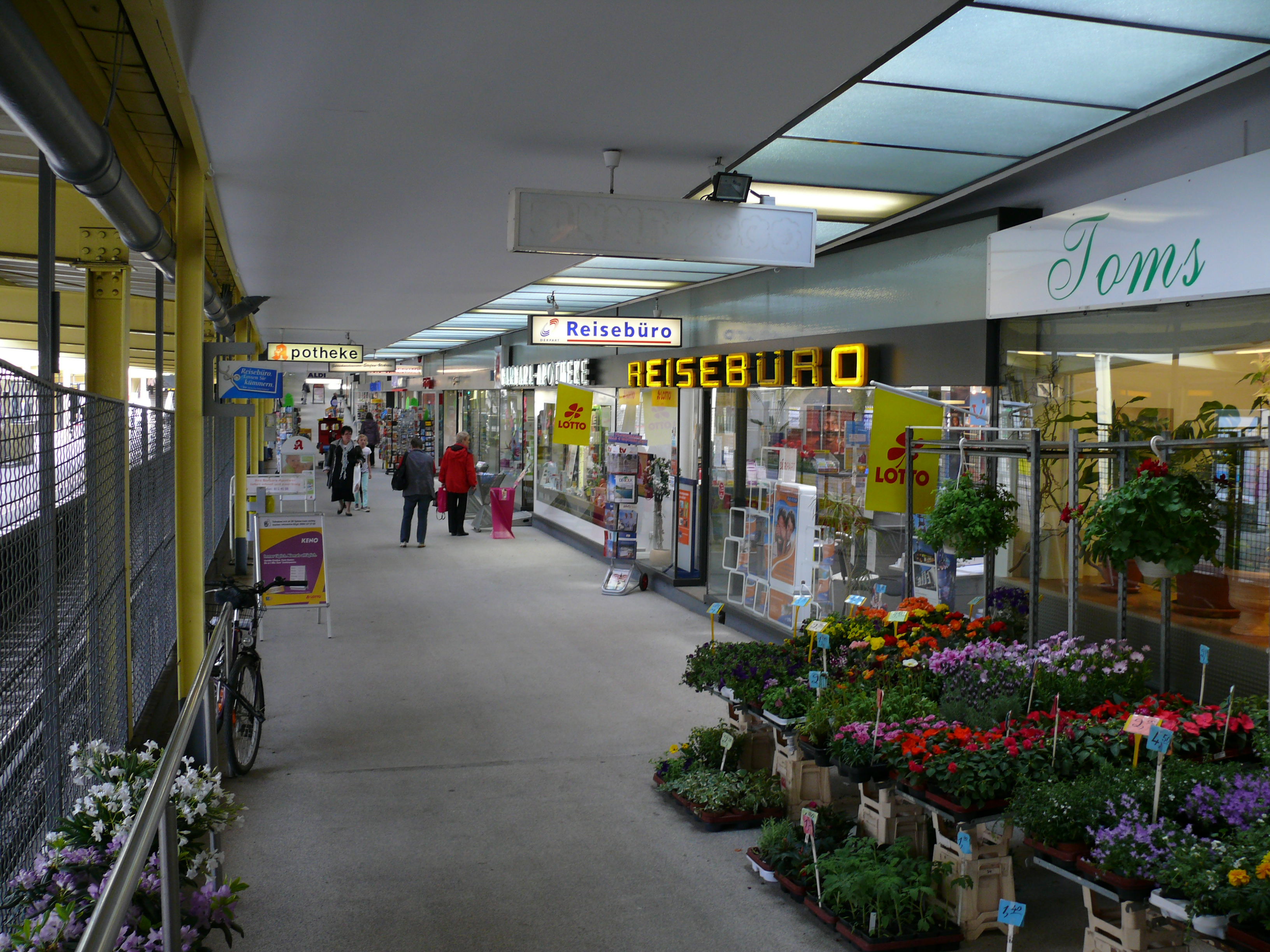
Ladenpassage im U-Bahnhof

- Ladenpassage im U-Bahnhof Onkel Toms Hütte, die 1931/32 nach Entwürfen von Otto Rudolf Salvisberg erbaut wurde
- 1926–1928: GEHAG-Siedlung Onkel Toms Hütte in Berlin-Zehlendorf (mit Bruno Taut und Hugo Häring)
- 1926–1928: Mehrfamilienwohnhaus-Bebauung am Hohenzollerndamm in Berlin-Schmargendorf[28][29]
- 1926–1928: Geschäftshaus der Volksbank in Solothurn (mit Otto Brechbühl)[30]
- vor 1927: Wohnhaus Bolle in Berlin-Nikolassee[16][31]
- 1927: Siedlung Invalidendank in Klein-Schönebeck
- 1927: Landhaus für Dr. Brunn in Berlin-Wilmersdorf, Binger Strasse 53[32][11][12]
- 1927–1928: Fabrikgebäude für die Geyer-Werke AG in Berlin-Neukölln, Harzer Strasse 39[33]
- 1927–1928: Dreieinigkeitskirche in Berlin-Steglitz, Südendstrasse 19–21[4]
- 1927–1930: Wohnanlage (mit Jean Krämer; mit Betriebshof Charlottenburg) in Berlin-Charlottenburg, Knobelsdorffstrasse 94–121[34]
- 1927: Fassade und Innenraumgestaltung für ein Ladenlokal der Parfümeriewarenfabrik Scherk in Berlin-Charlottenburg, Kurfürstendamm[35][36]
- 1928: Siedlung Attilahöhe in Berlin-Tempelhof (mit Rudolph W. Reichel)[37]
- 1928: Atelierhaus für Jupp Wiertz in Berlin-Dahlem, Petschkauer Weg[11][12][38]
- 1928: Landhaus für den Berliner Unternehmer Wilhelm Zoellner am Gudelacksee bei Klosterheide (1936–1938 weitgehend verändert)[39][40]
- 1928–1929: Stabshaus (Neues Generalkommando) in Breslau, ul. Gajowicka[11]
- 1928–1929: Umbau des Hauses Penzlin-Tänzer in Berlin-Dahlem[11]

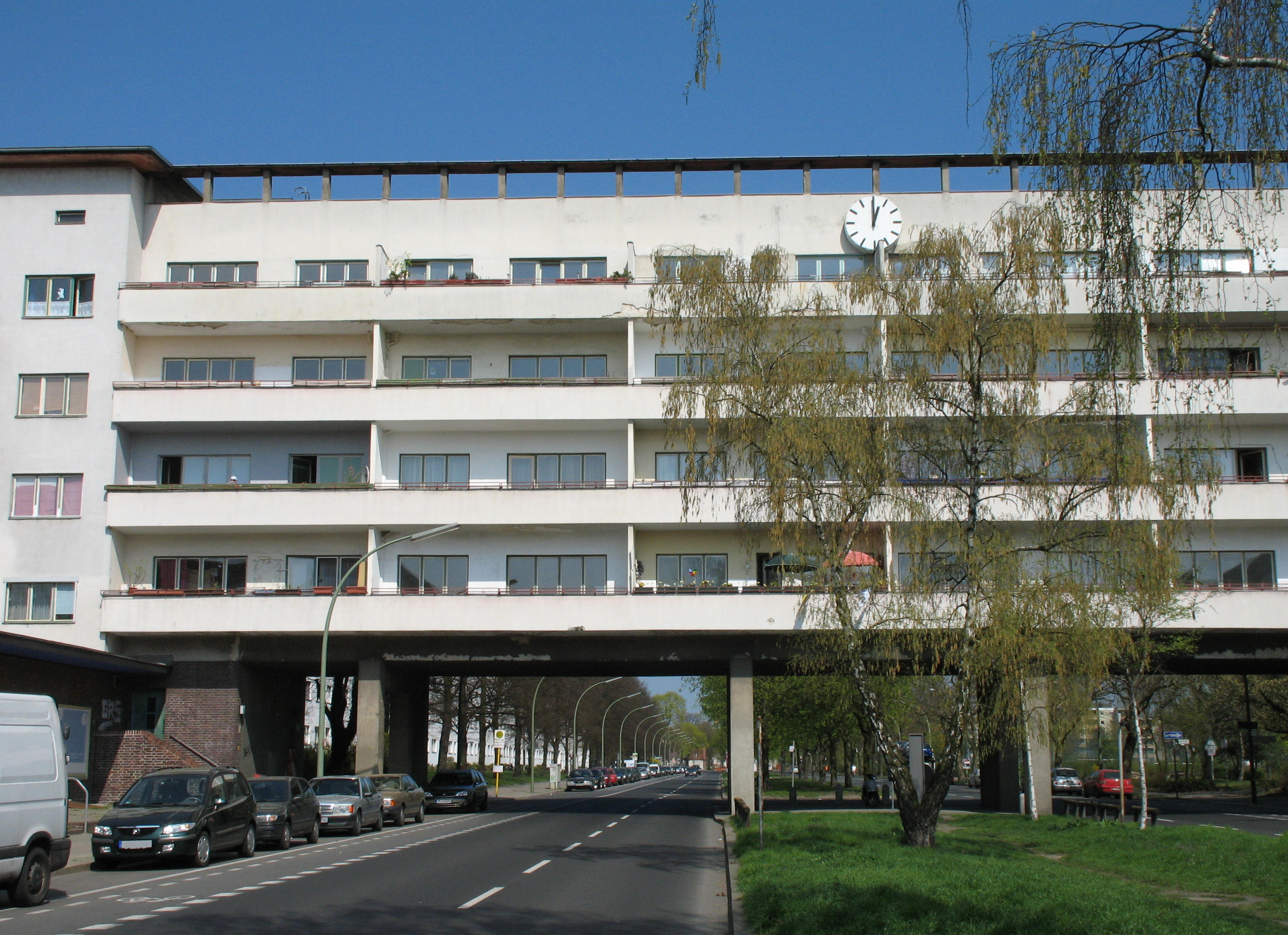
Laubenganghaus in der Weissen Stadt, Berlin-Reinickendorf

- 1928–1930: Gemeindehaus der Evangelischen Matthäusgemeinde in Berlin-Steglitz, Schlossstrasse 44[4]
- 1928–1931: Institutsneubauten der Universität Bern, Länggassquartier in Bern (mit Otto Brechbühl)[41]
- 1928–1931: Teil der Grosssiedlung Schillerpromenade in Berlin-Reinickendorf, besser bekannt als „Weisse Stadt“ (andere Bauteile von Wilhelm Büning und Bruno Ahrends; Freiraumplanung von Gartenarchitekt Ludwig Lesser)

Im Juli 2008 wurde die „Weisse Stadt“ als eine der sechs Siedlungen der Berliner Moderne in die Liste des UNESCO-Welterbes aufgenommen.
- 1929: Der vom Wertheim-Konzern in der Schlossstrasse (Berlin-Steglitz) geplante und von Salvisberg entworfene „Kaufhausdampfer“ mit überdachten Sonnendeck als Terrassenrestaurant und durchlaufendem Schaufenster wurde wegen der Weltwirtschaftskrise nicht verwirklicht.[42][4]
- 1929: Umbau eines Kaufhauses zum Büro- und Geschäftshaus, sogenanntes „Dierighaus“, in Berlin-Mitte, Spandauer Strasse / Kaiser-Wilhelm-Strasse (zerstört)[43][44]
- 1929: U-Bahnhof Onkel Toms Hütte, die Vorhalle kreierte Alfred Grenader[45]
- 1929–1930: Verwaltungsgebäude für die Deutsche Krankenversicherung in Berlin-Schöneberg, Innsbrucker Strasse 26/27
- 1929–1930: Wohnhaus für den Rechtsanwalt Julius Flechtheim in Berlin-Grunewald, Douglasstrasse 12[46]
- 1929–1930: Mehrfamilienwohnhaus-Bebauung Friedrichsruher Strasse in Berlin-Steglitz; Mehrfamilienwohnhaus-Bebauung Havensteinstrasse in Berlin-Lankwitz
- 1930: Wettbewerbsentwurf für die Brücke „Västerbron“ über den Mälarsee (zusammen mit Wilhelm Büning und Bauingenieur Wilhelm Maelzer; prämiert mit dem 1. Preis)

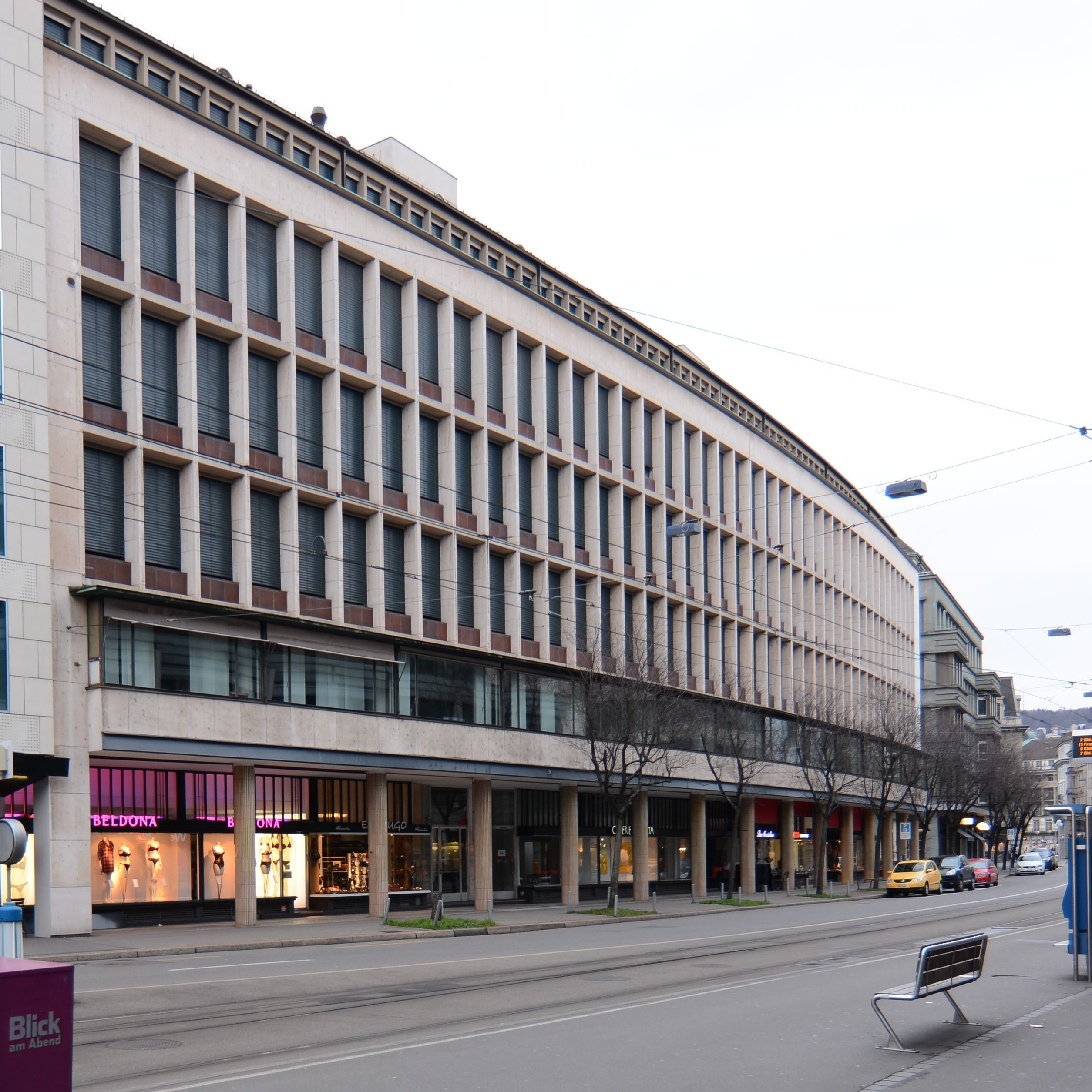
Bleicherhof Zürich, Baujahr 1940

- 1930–1933: Fernheizwerk und Maschinenlaboratorium der ETH Zürich[11]
- 1931: SUVA-Haus in Bern[11]
- 1931: Kantonal Bernisches Säuglings- und Mütterheim in der Elfenau in Bern (mit Otto Brechbühl)[47]
- 1931: eigenes Wohnhaus in Zürich[48]
- 1932–1936: Erweiterungsbau des Kunstmuseum Bern (zusammen mit Karl Indermühle), 1980 für Neubau weitgehend abgerissen
- 1935: Haus Gsell in Riehen.[49]
- 1935–1936: Erste Kirche Christi, Wissenschafter in Basel[50]
- 1936: Verwaltungsgebäude der Hoffmann-La Roche AG in Basel[11]
- 1936–1937: Fabrik der Hoffmann-LaRoche AG in Welwyn Garden City, Grossbritannien[11]
- 1938: Pharma-Betriebsgebäude der Hoffmann-La Roche AG in Basel[11]
- 1940: Fabrikationsgebäude der Hoffmann-La Roche AG in Basel[11]
- 1940: «Bleicherhof», Zürich

## Rezeption und Forschung
In der seinerzeit verdienstvollen Monographie von 1985 (2. überarbeitete und erweiterte Auflage 1995) zum Architekten wurde Salvisberg mit dem Verdikt der «anderen Moderne» versehen, welches bis heute nachwirkt. Durch die heute differenziertere Betrachtung der Architekturmoderne als eine vielschichtige, international vernetzte Bewegung, die durch parallel laufende Strömungen beherrscht wurde, kann nun der Architekt Salvisberg neu betrachtet werden. Ein seit 2017 an der Universität Bern laufendes SNF Forschungsprojekt zum Architekten am Institut für Kunstgeschichte, verfolgt deshalb neben einer Neubewertung des Modernebegriffs – wie er bereits in den 20er Jahren angelegt und in der Folgezeit weitergeführt wurde – eine Betrachtung, die die bislang ideologisch streng getrennten Strömungen von «Avantgarde» und «Traditionalismus» in ihrer Bedingtheit und Vernetzung zusammen sieht. Salvisberg, der bedeutenden Architekten der Moderne wie Paul Bonatz, Theodor Fischer, Emil Fahrenkamp oder Hans Poelzig nahe steht, zählte nie zu den doktrinären Vorkämpfern funktionalistischer Ideale, stand in reserviertem Verhältnis zum Schweizer CIAM-Kreis um Sigfried Giedion und Hans Schmidt und überliess die Theoriediskussion weitgehend Anderen. Durch seine länderübergreifende Tätigkeit mit Büros in Berlin, Bern und Zürich und Bauaufträgen in Basel, Berlin, Breslau, Mailand oder Welwyn/GB wirkte er als transnationales Scharnier zwischen den Polen von Avantgarde und Tradition.
Ziel des Forschungsprojektes ist es, Salvisbergs Bedeutung als einem der wichtigsten Schweizer Architekten des 20. Jahrhunderts, insbesondere für eine städtische Architektur der Moderne zwischen Berlin, Bern und Zürich neu herauszuarbeiten und im Kontext der europäischen Architekturentwicklung zu präsentieren. Dadurch wird erstmals Salvisbergs eminente Rolle sowohl in der Berliner Architekturszene der 1910er und 1920er Jahre als auch sein nachhaltiger Einfluss auf die Schweizer Architektur der vierziger und fünfziger Jahre als Gesamtphänomen deutlich werden. In seiner Funktion als Hochschullehrer hat er nicht nur die Architekten der Schweizer Nachkriegsmoderne mit ausgebildet und geprägt, sondern auch herausragende Bauten errichtet (Maschinenlaboratorium und Fernheizkraftwerk der ETH Zürich (1929–34); Haus Salvisberg, Zürich (1928–31)) Zusätzlich gelang es ihm, mit den heute weitgehend unbekannten Bauten für den Chemiekonzern F.Hoffmann-La Roche in Basel nicht nur einen bedeutenden Beitrag zum Industrieverwaltungsbau der 1930er-Jahre zu leisten, sondern auch eine architektonische Corporate Identity für ein Pharmaunternehmen zu etablieren. Hervorzuheben ist zudem die typenprägende Bedeutung von Salvisbergs letztem Werk, der Bleicherhof in Zürich (1939–40), mit dem er den Geschäftshausbau der 1940er und 1950er Jahre in Europa massgeblich beeinflusste.

## Mitarbeiter
- 1928–1930: Bernard Rudofsky